# دوره ششم مجلس نمایندگان افغانستان
دوره ششم مجلس نمایندگان افغانستان در سال ۱۳۲۵ با عضویت ۱۰۹ نماینده از سراسر کشور گشایش یافت و در سال ۱۳۲۷ این دوره مجلس به پایان رسید.

## اقدامات
در این دوره مجلس تغییرات متعددی در مجلس روی داد. در این دوره عبدالاحد خان بعد از ۱۵ سال از ریاست شورا کنار رفت و سلطان احمد خان جانشین وی شد. 
در این دوره مجلس برای برای نخستین بار انجمن‌های سه گانه جهت بررسی و انسجام امور در شورای ملی افغانستان به میان آمد.
- انجمن اول:
  - امور وزارت حربیه
  - امور وزارت خارجه
  - امور وزارت داخله
  - امور وزارت عدلیه تمیز
  - امور وزارت دربار
  - امور ریاست مستقل مطبوعات
- انجمن دوم:
  - امور وزارت مالیه
  - امور وزارت اقتصاد ملی
  - امور وزارت معدن
  - امور ریاست زراعت
  - امور شرکت‌ها
- انجمن سوم:
  - امور وزارت معارف
  - امور وزارت صحیه
  - امور وزارت فواید عامه
  - امور وزارت مخابرات
  - امور ریاست شورای ملی و مجلس عالی عیان

در این دوره مجلس برخی مصوبات در امور مختلف ملکی صورت گرفت و تعدادی از اصولنامه‌ها و ضمایم اصولنامه به تصویب رسید. همچنین برخی معاهدات بین‌اللملی نیز مورد بررسی قرار گرفت و به تصویب رسیدند.

## هیئت اداری
در این دوره مجلس نمایندگان اعضای هیئت رئیسه را انتخاب کردند.
رئیس: سلطان احمد خان
معاون اول: سید عمر خان
سرمنشی: عبدالطیف خان
منشی: حافظ محمد انور خان
مامور شعبه مجلس: محمد داود خان
مامور کنترل: غلام دستگیر خان
مامور اوراق: فیض محمد خان
سرکاتب اجرائیه: محمد عمر خان
منشی مجلس: میرزا محمود خان